# رامسس یکم

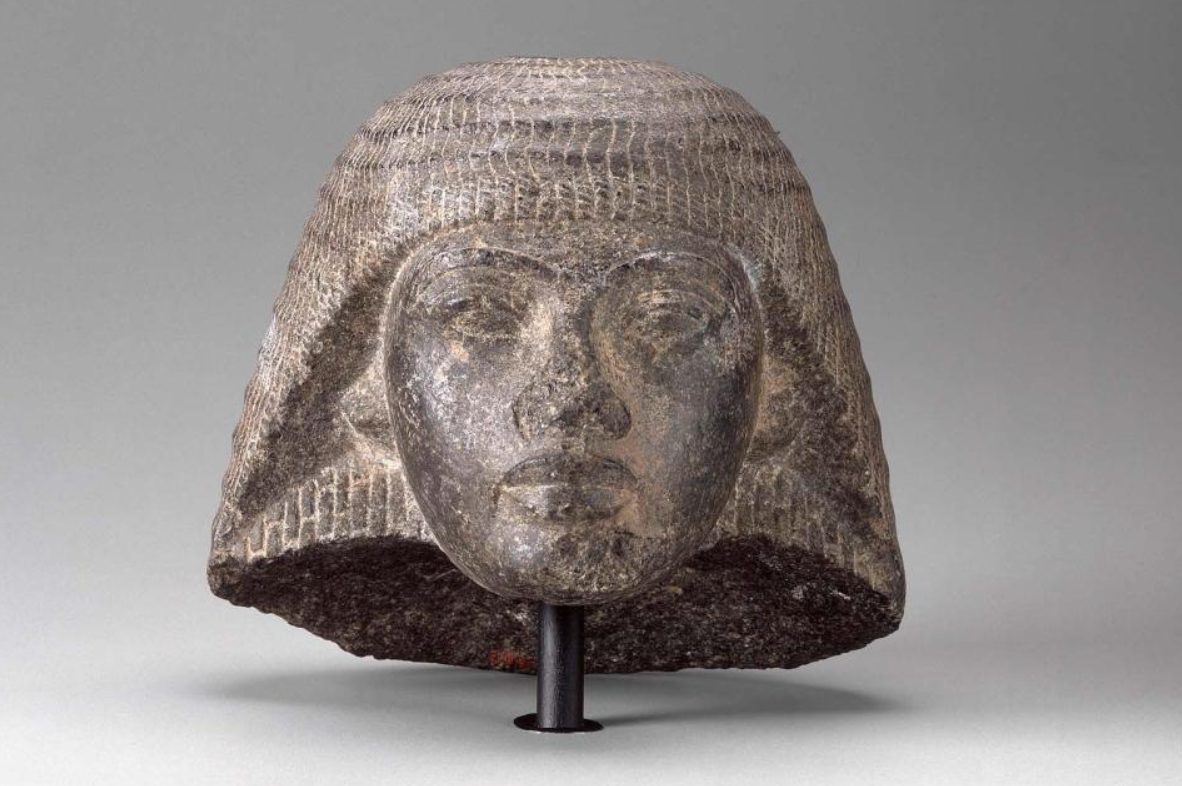
سردیس رامسس یکم در موزه هنرهای زیبای بوستون؛ بخشی از یک تندیس بزرگتر که او را در نقش یک کاتب نشان می‌داد.

رامسس یکم فرعون بنیان‌گذار دودمان نوزدهم در مصر باستان بود. زمان و طول دقیق فرمانروایی او آشکار نیست اما بیشتر منابع دو دوره زمانی ۱۲۹۲-۱۲۹۰ پیش از میلاد و ۱۲۹۵-۱۲۹۴ پ. م. را محتمل‌تر می‌دانند. با آنکه رامسس یکم بنیان‌گذار سلسله نوزدهم بود، دوره کوتاه حکومت او مرحله‌ای گذار میان دوران پادشاهی هرمهب، که مصر را در دودمان هجدهم به ثبات رساند، و فرمانروایان پرقدرتی در سلسله نوزدهم، به ویژه رامسس دوم نوه او که مصر را به امپراتوری ابرقدرتی تبدیل کرد، بود.
رامسس یکم لذت کوتاهی از دوره فرمانروایی خود برد و این از کم بودن تعداد تندیس‌های مربوط به او آشکار است: شاه زمان کمی برای ساخت بناهای یادبود و به جا ماندنی داشت و جسدش با شتاب و عجله در آرامگاهی کوچک و نیمه‌ساخته گذاشته شد. جسد رامسس سالخورده در دره پادشاهان گذاشته شد. آرامگاه او، که در سال ۱۸۱۷ توسط جیووانی بلزونی کشف شد، دارای ابعادی کوچک است و این تصور را به دست می‌دهد که با شتاب ساخته شده باشد. به گفته جویس تیلدسلی، باستان‌شناس انگلیسی، آرامگاه رامسس یکم از تنها یک راهرو و یک اتاق نیمه‌تمام ساخته شده بود که
دیوارهایش، که با شتاب نقاشی شده بودند، شاه را به همراه خدایگانش نشان می‌دادند در حالی که ازیریس در جایگاهی والا گذاشته شده بود. تابوت سنگی گرانیت نیز به جای آنکه ترااشیده شده باشد رنگ‌آمیزی شده بود. به دلیل عجله در آماده‌سازی، اشکال‌هایی در رنگ‌آمیزی به چشم می‌خورد.
رامسس با ملکه سیتره ازدواج کرد و فرزندشان ستی یکم پس از او به پادشاهی رسید.